# Stephen Cornwallis
Stephen Cornwallis (23 décembre 1703 - 12 mai 1743) est un officier et homme politique britannique qui siège à la Chambre des communes de 1727 à 1743.

## Biographie
Il est le troisième fils de Charles Cornwallis (4e baron Cornwallis), et de sa femme Lady Charlotte Butler, fille de Richard Butler (1er comte d'Arran). Il étudie au Collège d'Eton en 1718, puis rejoint l'armée. Il sert dans les Coldstream Guards en 1719 en tant qu'enseigne et est capitaine dans les Dragoons en 1723. En 1725, il est capitaine et lieutenant-colonel au 34th Foot.
Aux élections générales britanniques de 1727, il est élu sans opposition en tant que député de l'arrondissement familial de Eye avec son frère John. Ils ont tous les deux voté régulièrement avec le gouvernement, mais il n'est pas toujours possible d'identifier quel frère est mentionné dans les archives parlementaires. Il est promu colonel du 34e Régiment de fantassins (Cumberland) en 1732. Son frère et lui sont de nouveau réélus sans opposition pour Eye aux élections générales britanniques de 1734. Il devient colonel du régiment Devonshire en 1738 et brigadier général en 1739. Son frère et lui sont réélus lors des élections générales britanniques de 1741. En 1742, il est promu major général.
Il épouse Mme Pearson en août 1732 mais n'a aucun enfant. Il est décédé le 12 mai 1743. Charles Cornwallis (1er comte Cornwallis), Edward Cornwallis et Frederick Cornwallis sont ses frères.